# Bandicota indica
Il ratto Bandicoot maggiore (Bandicota indica  Bechstein, 1800) è un roditore della famiglia dei Muridi diffusa nel Subcontinente indiano, Cina e Indocina.

## Descrizione
Roditore di grandi dimensioni, con la lunghezza della testa e del corpo tra 200 e 345 mm, la lunghezza della coda tra 217 e 300 mm, la lunghezza del piede tra 42 e 63 mm, la lunghezza delle orecchie tra 27 e 33 mm e un peso fino a 1000 g.

La pelliccia è lunga ed arruffata. Le parti superiori sono bruno-nerastre, talvolta grigiastre lungo i fianchi, e cosparse di lunghi peli neri. Le parti ventrali sono grigio-brunastre scure. La coda è leggermente più corta della testa e del corpo, uniformemente marrone scuro. I piedi sono grandi e larghi, marrone scuro o nerastri. Le femmine hanno 6 paia di mammelle. Il cariotipo è 2n=44-46 FN=71-72.

## Biologia

### Comportamento
È una specie terricola e notturna. Costruisce estesi sistemi di cunicoli e tane, dove si rifugia in colonie numerose, principalmente lungo le sponde dei fiumi, vicino alle dighe e ai campi agricoli.

### Alimentazione
Si nutre di parti vegetali e invertebrati.

### Riproduzione
Le femmine danno alla luce mediamente 5-7 piccoli alla volta. In Vietnam possono raggiungere 14 piccoli.

## Distribuzione e habitat
Questa specie è diffusa nel Subcontinente indiano, Cina e Indocina. Successivamente è stata introdotta nella penisola malese e Giava.
Vive nei campi coltivati, villaggi e città fino a 1.500 metri di altitudine. L'habitat originario include le aree paludose e le risaie.

## Tassonomia
Sono state riconosciute 8 sottospecie:
- B.i.indica: Stati indiani del Punjab, Haryana, Rajasthan orientale, Gujarat, Uttarakhand, Uttar Pradesh, Bihar, Jharkhand, Chhattisgarh, Madhya Pradesh, Maharashtra, Karnataka, Goa, Kerala, Tamil Nadu, Andhra Pradesh, Orissa, Sri Lanka;
- B.i.eloquens (Kishida, 1926): Taiwan;
- B.i.jabouillei (Thomas, 1927): Vietnam settentrionale, isola di Cat Ba;
- B.i.mordax (Thomas, 1916): Provincia cinese dello Yunnan sud-occidentale;
- B.i.nemorivaga  (Hodgson, 1836): Stati indiani dell'Assam, Meghalaya, Sikkim, Arunachal Pradesh, Nagaland, Manipur, Mizoram, Tripura, West Bengal; Nepal, Bhutan, Myanmar, province cinesi del Sichuan meridionale, Fujian orientale, Guangdong; Thailandia settentrionale, Laos;
- B.i.setifera  (Horsfield, 1824): Giava;
- B.i.siamensis (Kloss, 1919): Thailandia centrale, Cambogia, Vietnam meridionale;
- B.i.sonlaensis (Dao, 1975):  Provincia cinese dello Yunnan sud-orientale.

## Conservazione
La IUCN Red List, considerato il vasto areale, la tolleranza al degrado del proprio habitat e la popolazione numerosa, classifica B.indica come specie a rischio minimo (Least Concern).